# Mamestra approximata
Mamestra approximata är en fjärilsart som beskrevs av Barend J. Lempke 1964. Mamestra approximata ingår i släktet Mamestra och familjen nattflyn. Inga underarter finns listade i Catalogue of Life.